# Grandview Plaza
Grandview Plaza és una població dels Estats Units a l'estat de Kansas. Segons el cens del 2000 tenia 1.184 habitants.

## Demografia
Segons el cens del 2000, Grandview Plaza tenia 1.184 habitants, 458 habitatges, i 333 famílies. La densitat de població era de 544,2 habitants/km².
Dels 458 habitatges en un 38,6% hi vivien nens de menys de 18 anys, en un 52% hi vivien parelles casades, en un 17% dones solteres, i en un 27,1% no eren unitats familiars. En el 19,7% dels habitatges hi vivien persones soles el 3,5% de les quals corresponia a persones de 65 anys o més que vivien soles. El nombre mitjà de persones vivint en cada habitatge era de 2,59 i el nombre mitjà de persones que vivien en cada família era de 2,92.
Per edats la població es repartia de la següent manera: un 29,3% tenia menys de 18 anys, un 12,6% entre 18 i 24, un 33,8% entre 25 i 44, un 18% de 45 a 60 i un 6,3% 65 anys o més.
L'edat mediana era de 30 anys. Per cada 100 dones de 18 o més anys hi havia 95,6 homes.
La renda mediana per habitatge era de 31.033 $ i la renda mediana per família de 32.368 $. Els homes tenien una renda mediana de 26.058 $ mentre que les dones 17.344 $. La renda per capita de la població era de 13.022 $. Entorn del 12,9% de les famílies i el 13,3% de la població estaven per davall del llindar de pobresa.

## Poblacions més properes
El següent diagrama mostra les poblacions més properes.